# Italdesign Twenty-Twenty
La Twenty Twenty è una concept car realizzata nel 2001 dall'azienda italiana Italdesign Giugiaro.

## Caratteristiche
Svelata nel 2001 al salone di Ginevra, questa biposto su base DB7 costituisce un ulteriore esempio di concept con scocca a vista, tema sul quale Giorgetto Giugiaro si era già cimentato in passato, per esempio nella concept Capsula del 1982 e nella Structura, anch'essa del 1998.
Il nome Twenty Twenty suona come il modo di intendere l'anno 2020 in lingua inglese: in effetti, con questa vettura si intendeva mostrare come avrebbe potuto essere una Aston Martin prodotta in quell'anno. La struttura è stata prodotta interamente in lega di alluminio ed incorpora gli alloggiamenti per i pannelli esterni della carrozzeria vera e propria, realizzati in fibra di carbonio e materiale plastico. Tali pannelli non si accostavano l'uno all'altro, ma lasciavano spazi evidenti per poter apprezzare anche l'effetto visivo offerto dalle zone a vista della scocca. La struttura della Twenty Twenty diventava in questo modo anche un elemento stilistico. Nella parte posteriore dell'abitacolo era montato un robusto rollbar, sempre in alluminio.
Al contrario di molte concept cars, la Twenty Twenty è una vettura completamente funzionante: il suo cuore è rappresentato dal V12 Aston Martin da 5935 cm³, con potenza massima portata a 500 CV.
Poco si sa del destino della Twenty Twenty dopo la sua apparizione a Ginevra: si sa per certo che ha partecipato al Goodwood Festival del 2005